# Attapulgite

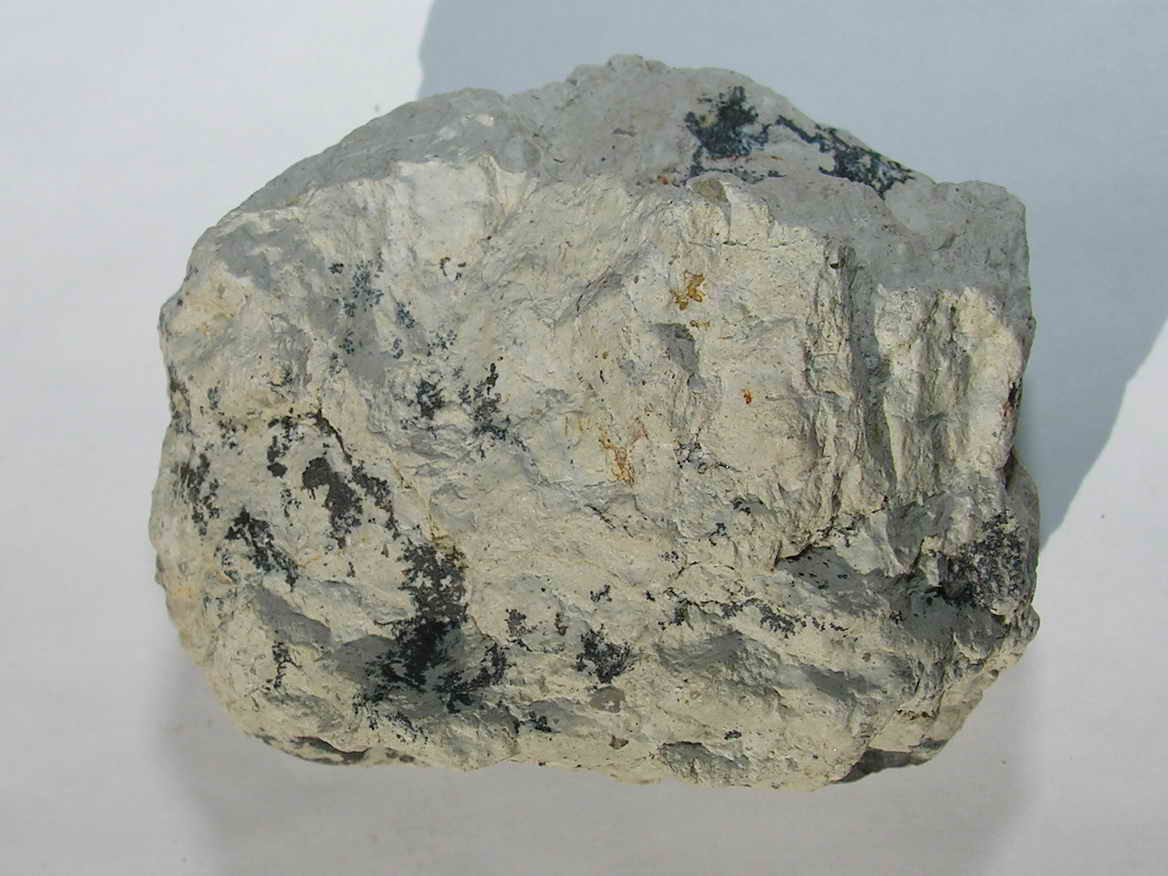
Minéral d'attapulgite

Les attapulgites (ou palygorskites) et les sépiolites sont des argiles alumino-magnésiennes fibreuses généralement constituées de fibres de l'ordre de 1 à 3 microns de long.

## Classification géologique
Elles sont parfois rassemblées dans le groupe des hormites. 
Les termes attapulgite (d'Attapulgus - Georgie, États-Unis) et palygorskite (de Palygorsk, province de Perm, Russie) désignent le même type d'argile. 
L'Association Internationale pour l'Étude des Argiles recommande l'usage du terme « palygorskite ». Mais on utilise généralement le terme attapulgite pour désigner ces argiles quand elles sont exploitées en carrière et employées industriellement (attapulgite du Sénégal ou des États-Unis, par exemple). 
L'appellation sépiolite dérive du mot grec seiche car la forme compacte de cette argile rappelle la coquille interne poreuse et légère du mollusque. 
Ces argiles fibreuses se présentent, à l'état macroscopique, sous des faciès variés, d'où d'anciens noms très imagés : 
- compact (sépiolite alors appelée meerschaum ou écume de mer),
- en plaques (attapulgite alors appelée cuir ou liège ou bois de montagne),
- terreux ...

## Usage
Historiquement, elles ont été utilisées, aux XVIIIe et XIXe siècles, pour la fabrication de pipes et de porcelaine (sépiolite espagnole), comme terre à foulon pour le nettoyage de la laine (attapulgite américaine). 
Actuellement, elles sont principalement exploitées pour la production de granulés absorbants (litières animales, nettoyage de sol, supports phytosanitaires). 

Elles servent aussi d'absorbant de l'eau, d'huiles ou de produits chimiques.
Dans la pharmacopée, elles ont été ou sont encore dans certains pays utilisées contre certains troubles intestinaux, dont les diarrhées (mises sur le marché en France sous le nom commercial d'Actapulgite, aussi présente, en association, dans la Gastropulgite).

Cette argile a été ajoutée (avec 11 autres médicaments) en 2020 à la liste noire des médicaments aux effets indésirables disproportionnés par rapport à leur faible efficacité ou à la bénignité de la situation clinique dans laquelle ils sont autorisés (liste publiée annuellement par la revue médicale Prescrire).